# Božidar Smiljanić
Božidar Smiljanić (Zagreb, 20 de setembro de 1936 - Zagreb,7 de abril de 2018) foi um ator croata. Conhecido no leste europeu, ele atuou em mais de 70 filmes desde 1953.

## Filmografia
| Ano  | Título (em inglês)                 | Notas |
| ---- | ---------------------------------- | ----- |
| 1979 | Journalist                         |       |
| 1985 | Transylvania 6-5000                |       |
| 1986 | Armour of God                      |       |
| 1987 | Project A Part II                  |       |
| 1991 | Armour of God II: Operation Condor |       |
| 2005 | First Class Thieves                |       |
| 2005 | Ultimate Force                     |       |
| 2016 | The Constitution                   |       |